# Dominium terrae
Dominium terrae (lat. für „Herrschaft über die Erde“) ist ein theologischer Fachbegriff für ein wirkungsgeschichtlich bedeutendes Motiv aus dem Alten Testament, nämlich den Auftrag Gottes an den Menschen, (Genesis 1,28 : „Seid fruchtbar und mehrt euch, füllt die Erde und unterwerft sie und waltet über die Fische des Meeres, über die Vögel des Himmels und über alle Tiere, die auf der Erde kriechen!“).